# 2-Nonanol
A 2-nonanol egyenes szénláncú szekunder alkohol. Uborkaszagú vegyület, megtalálható az osztrigában. Több rovarfaj számára is feromon. A kereskedelemben is kapható.

## Fordítás
Ez a szócikk részben vagy egészben  a(z)   2-Nonanol című angol Wikipédia-szócikk ezen változatának fordításán alapul.  Az eredeti cikk szerkesztőit annak laptörténete sorolja fel. Ez a jelzés csupán a megfogalmazás eredetét és a szerzői jogokat jelzi, nem szolgál a cikkben szereplő információk forrásmegjelöléseként.